# Muscle biceps brachial
Le muscle biceps brachial (ou muscle long fléchisseur de l'avant-bras) est un muscle fusiforme du bras. Il se situe dans le plan superficiel de la loge brachiale antérieure. Il est composé de deux chefs qui sont : 
- le chef long du muscle biceps brachial (ou long biceps brachial) ;
- le chef court du muscle biceps brachial (ou chef coracoïdien du muscle biceps brachial ou muscle court biceps ou encore muscle coraco-biceps).

## Origine

### Chef court du muscle biceps brachial
Le chef court du muscle biceps brachial se fixe sur la partie latérale de l'apex du processus coracoïde de la scapula par un tendon commun avec le muscle coraco-brachial.

### Chef long du muscle biceps brachial
L'origine du chef long du muscle biceps brachial est intra-capsulaire de l'articulation gléno-humérale et se fixe sur le tubercule supraglénoïdal de la scapula ainsi que sur la partie haute du labrum glénoïdal de la scapula.

## Trajet

### Chef court du muscle biceps brachial
Le chef court du biceps brachial est légèrement oblique en dehors.

### Chef long du muscle biceps brachial
Le chef long voit son tendon perforer la capsule de l'articulation gléno-humérale, passer à l'intérieur de cette capsule, puis poursuivre dans la gaine du tendon intertuberculaire dans le sillon intertuberculaire de l'humérus entre le grand et le petit tubercule de l'humérus. Il est retenu dans cette coulisse par le ligament transverse huméral.
Les deux chefs se rejoignent approximativement à mi-bras.

## Insertion
Le muscle biceps brachial se termine par un tendon plat qui s’insère sur la partie postérieure de la tubérosité du radius. 
Le tendon libère des expansions aponévrotiques qui recouvrent le fascia antébrachial médial , sur la face latérale du radius. Il forme également une expansion de l'aponévrose du muscle (lacertus fibrosus) qui cravate les tendons des muscles épicondyliens médiaux s'achevant sur l'ulna.
Il peut exister de façon inconstante une bourse cubitale interosseuse qui sépare le tendon de la corde oblique ou de l'ulna.

## Innervation
Le muscle biceps brachial est innervé par le nerf musculocutané, branche terminale de la paire de racines rachidiennes cervicales C5-C6 du plexus brachial. Ce nerf est issu du faisceau latéral du plexus brachial.

## Vascularisation
Le muscle biceps brachial est vascularisé le plus souvent par des branches issues de l'artère brachiale.

## Fonction

Animation montrant l'action antagoniste et complémentaire entre le biceps et le triceps.

Contrairement aux croyances populaires, le « biceps », comme on l'appelle souvent, n'est pas que fléchisseur du coude, cette fonction étant assurée conjointement par le muscle brachial (muscle profond) et le muscle brachio-radial.
En dynamique, il est principalement supinateur, surtout lorsque le coude est fléchi, et ce grâce à son insertion sur la face postérieure de la tubérosité bicipitale du radius. Il est également fléchisseur du coude et de la scapulo-humérale.
En statique, par sa longue portion, il participe à la stabilisation de la tête huméral et par sa courte portion à la suspension du bras.

## Aspect clinique

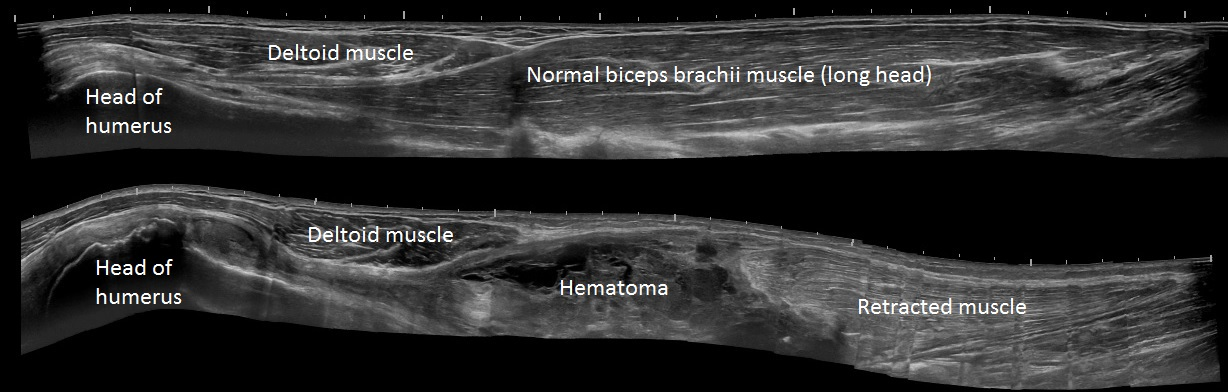
Échographie panoramique d'une rupture en plein corps du muscle biceps brachial

Les principales pathologies du biceps sont la SLAP lesion (en) et la rupture distale du tendon du biceps brachial.
SLAP est l'acronyme de Superior Labrum from Anterior to Posterior. La SLAP lesion est un arrachement du bourrelet glénoïdien supérieur. Elle se produit le plus souvent lors des mouvements de traction dans les sports de lancer (Baseball),.
La rupture distale du tendon du biceps brachial a lieu le plus souvent chez le travailleur de force ou le sportif lors de l'utilisation de la flexion du coude contre une résistance. Elle se manifeste par une douleur brutale souvent accompagnée par une sensation de claquage "en coup de fouet". La palpation du pli du coude entraîne des douleurs.

## Culture physique
Il est courant de développer le volume ou la force du biceps à l'aide d'exercices de musculation, dont un exemple peut être la flexion du coude contre une charge.
Le biceps brachial intervient comme muscle synergique dans l'exercice du développé couché.

## Étymologie et culture
Le mot biceps vient du Latin bicipitis (de bis et caput) qui signifie "qui a deux têtes". L'expression populaire "avoir du biceps" est présente dans le Grand Larousse du XIXe siècle. Le biceps est présent dans la culture cinématographique à travers les films sur le culturisme mais également dans la littérature avec la BD "Captain Biceps".

## Galerie

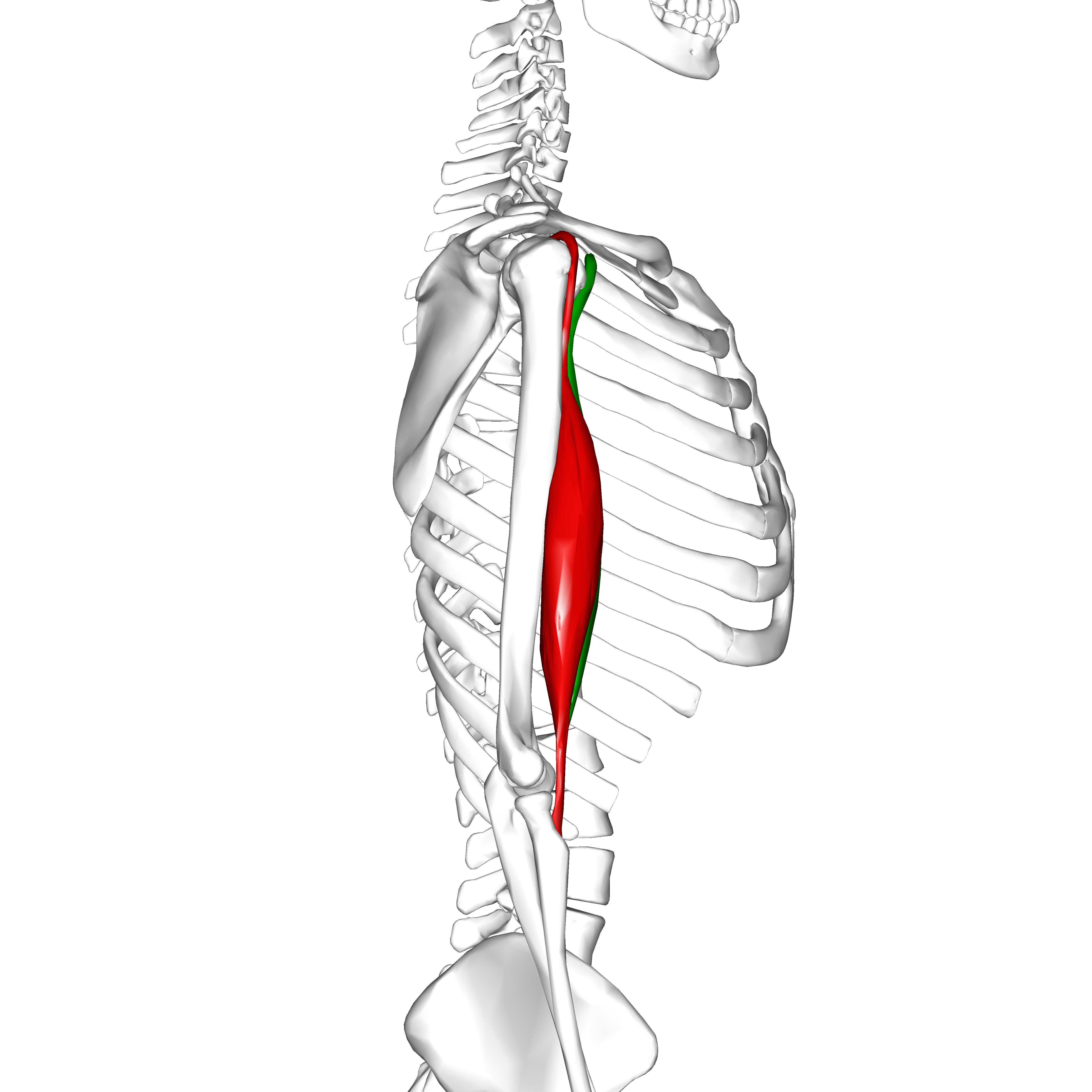
Vue latérale (rouge : chef long, vert : chef court)
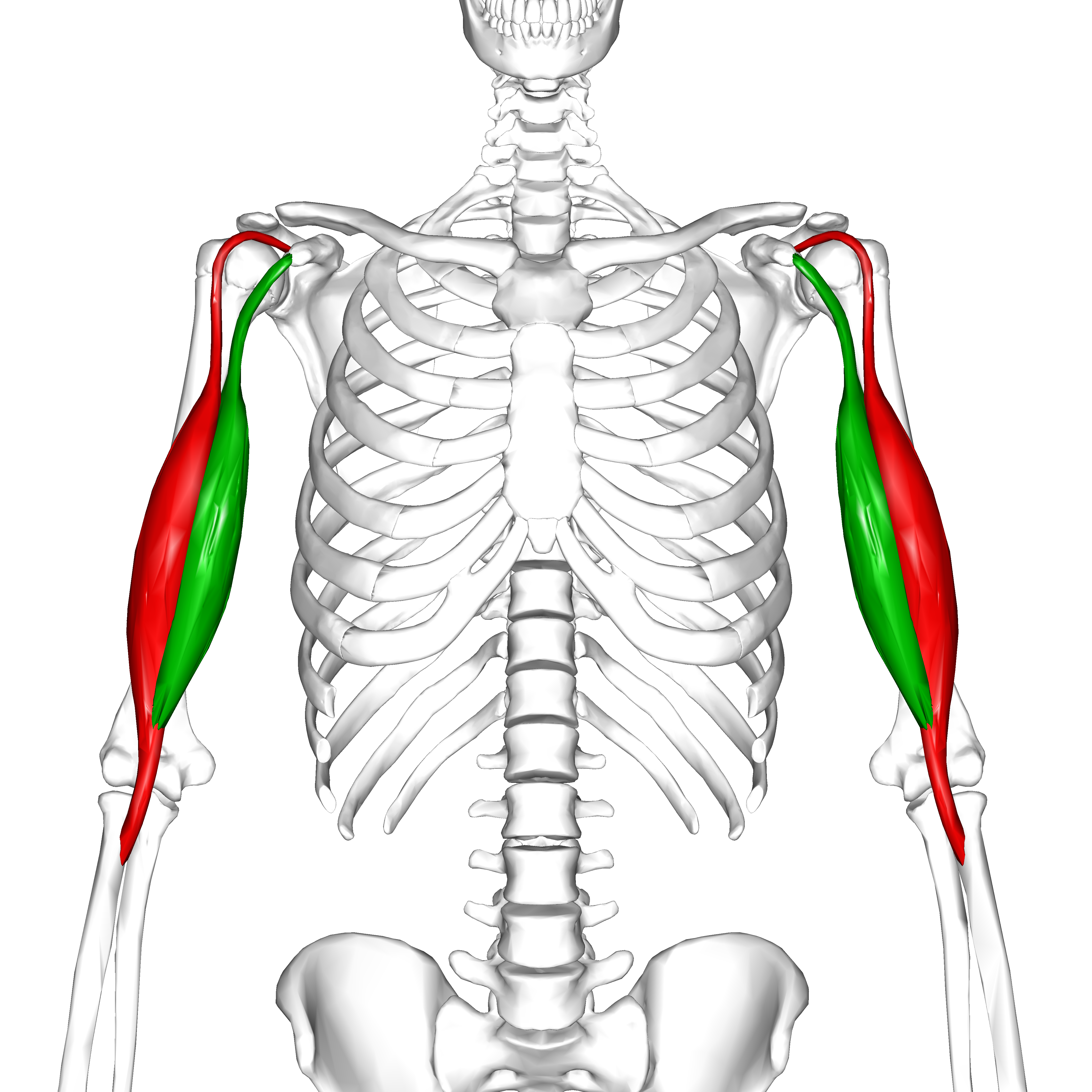
Vue antérieure
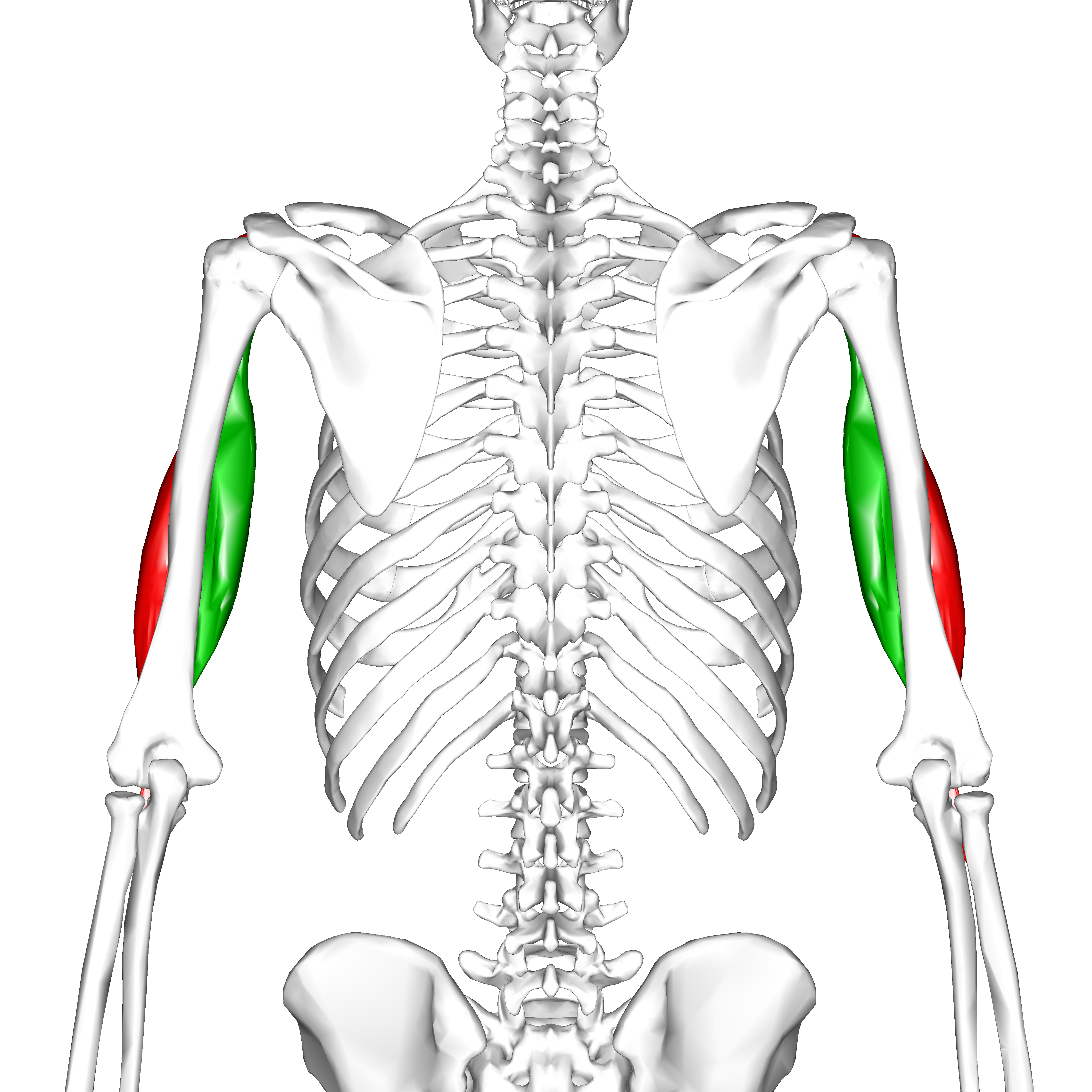
Vue postérieure
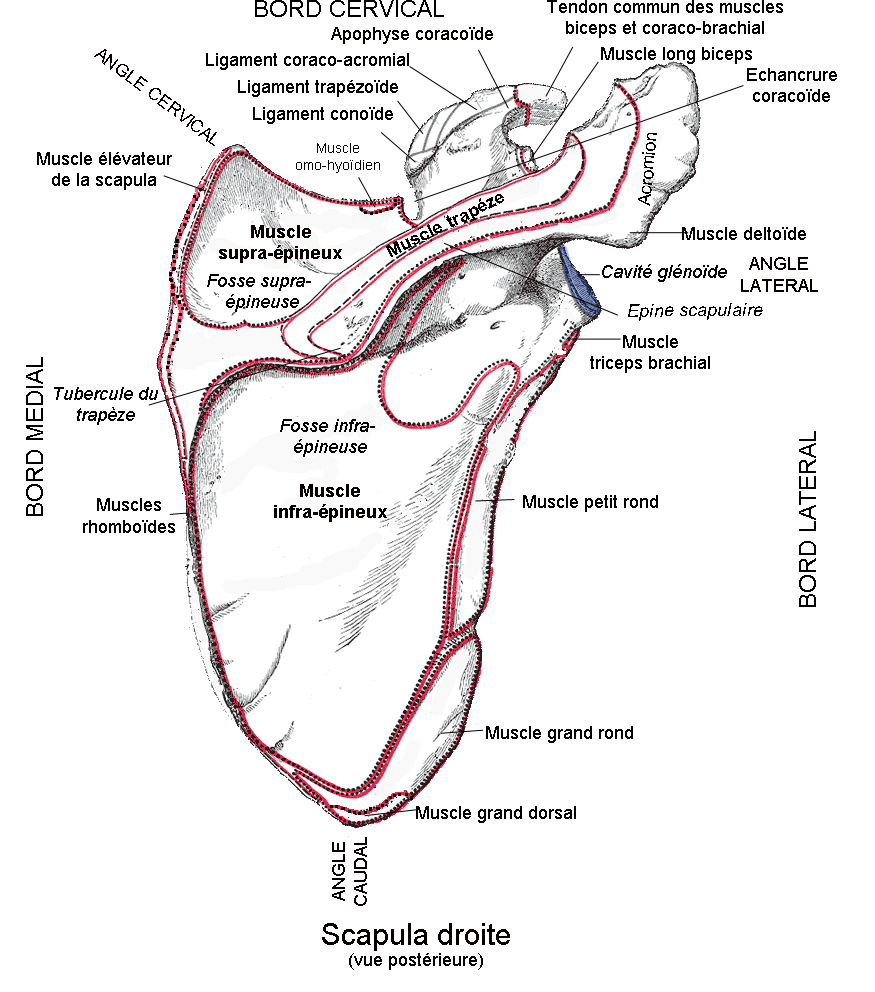
Origines scapulaires des deux chefs du muscle biceps brachial.
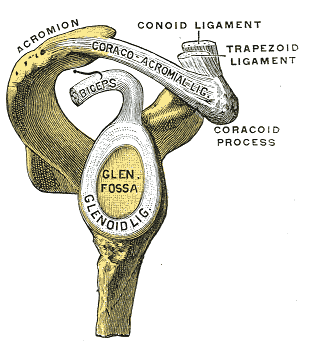
Origine du chef long du muscle biceps brachial
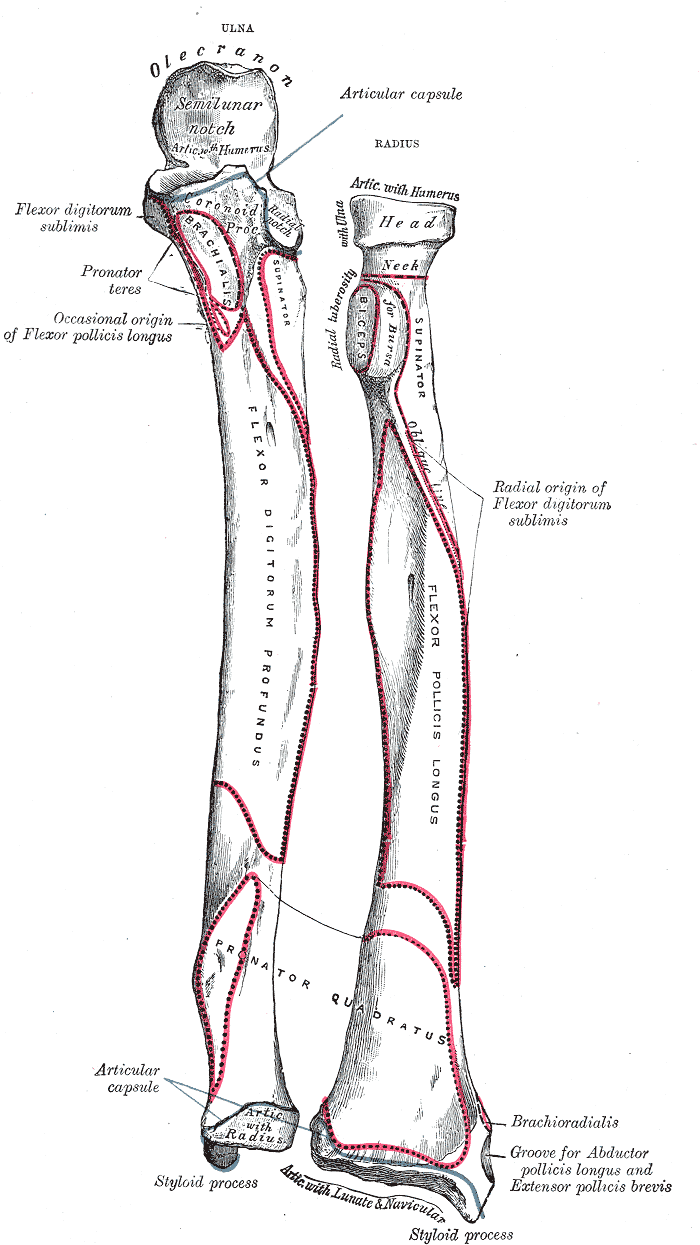
Insertion radiale du muscle biceps brachial